# کلادسیر آپارسیدو دی آگوئیار
کلادسیر آپارسیدو دی آگوئیار (به پرتغالی: Claudecir Aparecido de Aguiar) هافبک اهل برزیل است که در شهر برزیل و در تاریخ ۱۵ اکتبر ۱۹۷۵ به دنیا آمده‌است.
کلادسیر آپارسیدو دی آگوئیار در تیم‌های فوتبال کاشیما آنتلرز سابقهٔ حضور دارد.